# Honbice
Honbice är en ort i Tjeckien.   Den ligger i regionen Pardubice, i den centrala delen av landet, 110 km öster om huvudstaden Prag. Honbice ligger 276 meter över havet och antalet invånare är 197.
Terrängen runt Honbice är platt, och sluttar norrut.Runt Honbice är det ganska tätbefolkat, med 80 invånare per kvadratkilometer. Närmaste större samhälle är Pardubice, 14,5 km nordväst om Honbice. I omgivningarna runt Honbice växer i huvudsak blandskog.